# Copelatus johannis
Copelatus johannis är en skalbaggsart som beskrevs av Guignot 1954. Copelatus johannis ingår i släktet Copelatus och familjen dykare. Inga underarter finns listade i Catalogue of Life.